# GL02P
GL02P (じーえるぜろにぴー) は、AnyDATA KOREAによって開発された、イー・アクセスによる第3.9世代移動通信システム、Long Term Evolution（LTE）通信サービスEMOBILE LTEに対応したモバイルWiFiルータ端末である。またEMOBILE G4にも対応する。

## 概要
イー・アクセスによる、LTE通信対応端末としてリリースされた。当初は、GP05としての開発がなされていたが、LTE方式では新型番を導入することになったため、GL02Pとなった。華為技術日本製のGL01Pも同様にGP04から、同社製のGL03Dも同様にGD02から、それぞれ変更されている。
なお、国外ローミングは3Gモードのみ利用可能。電池パック交換は、ユーザが行うことができる。
本端末とGL01Pは当初、パソコンに直接接続してモデムの形でつかうことはできなかった。ただし、この件については、2012年11月16日付で、消費者庁より不当景品類及び不当表示防止法（「景表法」）第4条第1項第1号違反により、同法第6条に基づく措置命令を受けたことに伴い、2013年3月12日にUSBモデムでの利用も可能とするアップデートが公開された。本来は同年2月ごろまでをめどに公開される予定で、GL01Pは同年2月19日に公開されたのに対し、本端末用は公開が遅れた。

## 歴史
- 2012年2月29日 - GL01Pとともに、発売を発表
- 2012年3月27日 - 発売開始

### アップデート履歴
- 2012年7月10日[1]
  - 動作安定性を向上
- 2013年3月12日[2]
  - USBケーブル接続機能の追加により、下り最大75Mbpsに対応（Windows のみ）。ただし、コネクションマネージャのインストールが別途必要。
  - 動作安定性を向上